# 五色沼 (日光市)
五色沼（ごしきぬま）は、奥日光白根山を構成する奥白根山と新第三紀の古い火山岩類から構成される前白根山の間の侵食された窪地にある堰止湖。

## 概要
標高2,175m。最大水深は5m。面積0.05km2。登山道より見下ろす水面は名前の通り色が五色に変化する。群馬県側の丸沼高原からゴンドラを利用すると比較的簡単にアクセスできる。

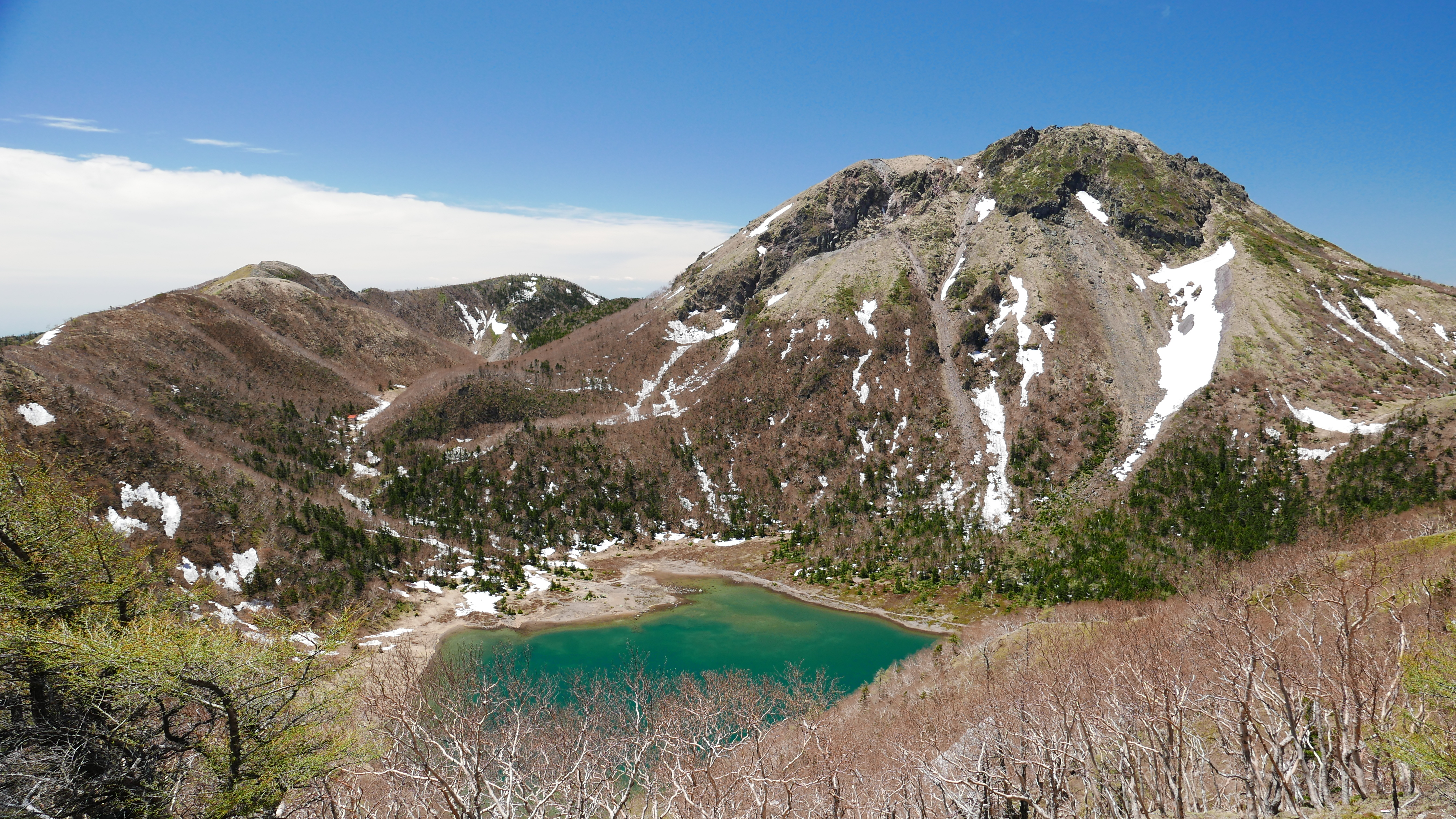
奥白根山と